# Auguste Le Tellier

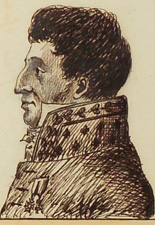
Auguste Le Tellier de Louvois, unbekannter Zeichner, 19. Jahrhundert

Louis-Auguste-Michel Félicité Le Tellier de Louvois (Rufname Auguste, * 3. Dezember 1783 in Paris; † 3. April 1844 ebenda) war ein französischer Aristokrat und Politiker. Er war Marquis de Louvois et de Souvré, Comte de Tonnerre (1785), Comte Le Tellier, Comte de l’Empire (1811), sowie Mitglied der Chambre des Pairs.

## Leben
Auguste Le Tellier war der älteste Sohn von Louis-Sopgie Le Tellier, Marquis de Louvois (1740–1785), und Johanna Henriette de Bombelles, Gräfin von Reichenberg (1750–1822). Durch den frühen Tod seines Vaters wurde er 1785 Marquis de Louvois et de Souvré sowie Comte de Tonnerre. Während der Revolution emigrierte er und kehrte erst 1804 ins (jetzt kaiserliche) Frankreich zurück.
Er heiratete am 28. März 1805 Athénais-Louise Philippine Grimaldi (* 22. Juni 1786 in Paris; † 11. September 1860 in Fontaine-Française), Princesse de Monaco, Tochter von Joseph de Monaco und Enkelin von Honoré III., Fürst von Monaco. Die Ehe blieb kinderlos.
Napoleon I. ernannte ihm zum Chambellan de l‘Empire, 1811 dann zum Comte Le Tellier und Comte de l’Empire. Nach Napoleons Sturz schloss er sich Ludwig XVIII. an und begleitete ihn während der Herrschaft der Hundert Tage in sein Exil nach Gent.
1815 erhielt er von Ludwig XVIII. einen erblichen Sitz in der Chambre des Pairs, in der er am 6. Dezember 1815 für die Hinrichtung des Marschalls Michel Ney stimmte. 1817 wurde er zum Marquis-Pair als Marquis de Louvois ernannt, was 1819 bestätigt wurde.
Als Bürgermeister von Ancy-le-Franc, installierte er eine Glashütte und Hochöfen dort. 1833 war er Präsident des Conseil général des Départements Yonne.
Da er kinderlos blieb, adoptierte Auguste Le Tellier seinen Neffen Adolphe de La Salle, der von ihm den Titel eines Marquis de Louvois erbte.